# Беседа Моноса и Уны
«Бесе́да Мо́носа и У́ны» (англ. The Colloquy of Monos and Una) — философско-фантастический рассказ Эдгара Аллана По, опубликованный в Graham's Magazine в августе 1841 года. Вместе с рассказами «Разговор Эйроса и Хармионы» и «Могущество слов» составляет трилогию произведений По о метафизических диалогах бесплотных существ, которые до своей смерти были людьми, а после неё обрели вечное существование во Вселенной.

## Сюжет
Рассказ целиком состоит из диалога Моноса и Уны, двух влюблённых «духов», которые в прошлой жизни были людьми. Они умерли несколько веков назад и снова воссоединились в другом мире. Основной темой их диалога является природа смерти, при этом Уна, по большей части, задаёт вопросы, а Монос даёт на них исчерпывающие ответы. Помимо рассуждений на тему смерти и саморазрушающей природы человечества, их беседа принимает форму воспоминаний. Монос в болезненных подробностях описывает момент своей гибели, похоронную церемонию и горе людей, которым он был дорог. Завершается рассказ описанием того, как спустя десятки лет после его смерти «чувство бытия совершенно исчезло и, заменяя его, воцарились господствующие и беспрерывные самодержцы — Место и Время».

## «Метафизические фантазии»
В конце 30-х — начале 40-х годов По предпринял первые попытки дать художественное воплощение некоторым философским идеям, которые позднее сформируют полную картину мироздания, разработанную писателем. В результате родилась трилогия «метафизических фантазий», состоящая из рассказов «Разговор Эйроса и Хармионы», «Беседа Моноса и Уны» и «Могущество слов». То были наброски, зарисовки, подготовка к более крупному и значимому произведению, которым для По стала «Эврика». В этих рассказах он также отрабатывает и формирует свой главный метод постижения мира — художественную интуицию, подкреплённую научными знаниями.
Данным рассказам Ю. В. Ковалёв дал название «потусторонних диалогов». Они представляют собой разговоры существ, которые в прошлой жизни были людьми, а затем обрели бессмертие во вселенной, где «неведомое стало ведомым», а «Грядущее слилось с царственным и определённым Настоящим». По не даёт подробного описания этих созданий. Известно лишь, что они наделены интеллектом, эмоциями и речью. Однако По делает это сознательно, поскольку читателю не важно знать, кто они. Это условные персонажи, главное в них — это их речи, исполненные «высшей мудрости», недоступной для понимания рядовому человеку, в отличие от обладающего поэтическим прозрением художника слова. В этом основной посыл автора.

## Анализ
По сути, «Беседа Моноса и Уны» представляет собой краткое изложение основных идей, наблюдений, выводов об истории и судьбы человечества, которые ранее более подробно освещались в других произведениях и статьях По. Рассказ — это диалог, большую часть которого занимает речь Моноса. Его достаточно чётко можно разделить на две части: в первой описывается судьба человечества в целом, во второй — судьба конкретного человека, того, кем был Монос в прошлой жизни. История человечества, полная преступлений, ошибок и фатальных заблуждений, изложена до конца света —  «огненной катастрофы», в ходе которой совершилось «великое очищение». О том, что произойдёт, когда Земля, пройдя «пурификацию», станет «достойным обиталищем — человеку, очищенному 
Смертью, — человеку, для чьего возвышенного ума познание тогда не будет ядом , — искупленному, возрождённому, блаженному и тогда уже бессмертному, но все же материальному человеку», писатель умолчал.
История конкретного человека (ставшего Моносом) начинается с индивидуального «очищения смертью», так как оно пришлось на время, когда «люди жили и умирали каждый сам по себе». Писатель предпринял попытку в подробностях изобразить ощущения человека и процесс изменения сознания в момент перед смертью, в момент смерти и после неё. Спустя много лет, когда «прах вернулся в прах. Не стало пищи у червей. Чувство того, что я есмь, наконец ушло, и взамен ему — взамен всему воцарились властные и вечные самодержцы Место и Время. И для того, что не было, — для того, что не имело формы, для того, что не имело мысли, — для того, что не имело ощущений, — для того, что было бездушно... для всего этого Ничто, всё же бессмертного, могила ещё оставалась обиталищем, а часы распада — братьями», По прерывает повествование. Как и в случае с историей человечества, он не представил конечный результат изменения, вероятно, полагая, такое не доступно даже поэтическому воображению.
В «Беседе Моноса и Уны» По подчёркивает свои взгляды на идею Прогресса, в стремлении к которому он не видел идеала. Его привлекал «Золотой век» — время, когда люди жили в единении и гармонии с природой, идеи всеобщего равноправия и демократии им отвергались, рост индустриализации городов, уродовавший их облик, вызывал страх и неприятие. По многократно обращался к подобной проблеме и помещал свои идеи в произведения, среди которых стоит особо выделить «Сонет к науке», «Остров Феи», «Разговор с мумией» и «Mellonta Tauta». В одной из заметок в номере газеты «Columbia Spy» за 18 мая 1844 года он писал: «Старые особняки обречены… Дух прогресса испепелил их своим кислотным дыханием».

## Прижизненные публикации
Рассказ «Беседа Моноса и Уны» был впервые опубликован в августовском номере Graham's Magazine за 1841 год. Позже он вместе с 11 другими произведениями По вошёл в сборник «Рассказы», напечатанный в издательстве Wiley & Putnam в 1845 году.